# Sân vận động André Kamperveen
Sân vận động André Kamperveen (tiếng Hà Lan: André Kamperveen Stadion), trước đây là Sân vận động Quốc gia, là một sân vận động đa năng ở Paramaribo, Suriname. Kể từ khi mở cửa vào năm 1953, sân vận động này đã trở thành sân vận động chính thức của cả hai câu lạc bộ bóng đá S.V. Transvaal và S.V. Robinhood và sân vận động quốc gia chính thức của đội tuyển bóng đá quốc gia Suriname. Với sức chứa chính thức là 7.100 chỗ ngồi, đây là sân vận động lớn nhất ở Suriname.
Được coi là một trong những sân vận động bóng đá nổi tiếng và mang tính biểu tượng nhất ở Guianas, sân vận động này cũng là trụ sở của Liên đoàn điền kinh Suriname (SAB) cũng như Liên đoàn đua xe đạp Suriname (SWU). Năm 1997, Walking Boyz Company đã gia nhập Transvaal và Robinhood với tư cách là đội bóng thứ ba để biến sân vận động thành sân nhà của họ. Vào năm 2014, cả Robinhood và Walking Boyz Company đều chuyển đến Sân vận động Frank Essed, với việc Robinhood kết thúc nhiệm kỳ 51 năm tại sân vận động.
Sân vận động được đặt theo tên của André Kamperveen, một trong những vận động viên, giám đốc thể thao, nhà báo, nhà từ thiện nổi tiếng nhất và là chủ tịch đầu tiên của Liên đoàn bóng đá Caribe.

## Địa điểm
Sân vận động André Kamperveen nằm ở Rainville, Paramaribo trên Stadionlaan, ngay bên ngoài Letitia Vriesdelaan, bên cạnh tòa nhà văn phòng của Hiệp hội bóng đá Suriname, và bên kia đường từ sân chơi 'Owru Cul', đóng vai trò là tiền nhiệm của sân vận động hiện tại trên Cultuurtuinlaan từ 1923 đến 1953.

## Lịch sử
Sân vận động André Kamperveen, trước đây là Sân vận động Quốc gia và sau này là Sân vận động Suriname, là cơ sở thể thao lớn nhất ở Suriname. Sân mở cửa vào ngày 29 tháng 8 năm 1953 với một buổi lễ lớn, nhưng trước sự kiện này, đã có xây dựng một sân thể thao khác trên Cultuurtuinlaan với một lịch sử lâu đời đằng sau nó, đó là 'Owru Cul'.

### Lịch sử ban đầu
Trước tháng 8 năm 1911, phần lớn các trận đấu và sự kiện bóng đá ở Paramaribo được tổ chức trên Gouvernementsplein cũ, ngày nay được gọi là Eenheidsplein. Tuy nhiên, vào ngày 15 tháng 8 năm 1911, đa số phiếu đã ra phán quyết cấm môn thể thao này ở địa điểm này, cho rằng môn thể thao này không phù hợp với địa phương, vì quan điểm phổ biến là các trận đấu cản trở người dân có thể thư giãn và đi dạo trong công viên. Mặc dù phán quyết đã can thiệp vào sự phát triển của môn thể thao vào thời điểm đó, nhưng các trận đấu thỉnh thoảng vẫn được tổ chức trên quảng trường này. Việc xin giấy phép để được phép làm điều đó từ Chính phủ tỏ ra rất khó khăn cho các cơ quan tổ chức bóng đá vào thời điểm đó. Do mất Gouvernementsplein, các hiệp hội bóng đá buộc phải tìm kiếm nơi khác, với nhu cầu về một sân mới tăng vọt vào năm 1915.
Ủy ban Hỗ trợ đã hứa đưa việc xây dựng một sân thể thao vào chương trình của mình, nhưng rất ít người chú ý đến sự khuyến khích này. Trong cuộc tranh luận công khai về ngân sách năm 1916, ông Asch van Wijck đã tham khảo mong muốn của một khu đất do ông Asch van Wijck đưa ra. Vào ngày 12 tháng 6 năm 1915, ông Van der Upwich đã viết trong một bài báo cho ‘Op den Uitkijk’, nơi ông viết về quy hoạch địa hình thể thao, cung cấp Gouvernementsstalweide hoặc Veemarkt là những địa điểm xây dựng thay thế có thể. Edgar Wijngaarde cũng đã chia sẻ tầm nhìn của mình về một vùng đất mới trong một số bài báo đăng trên 'Surinamer'.
Vào tháng 6 năm 1915, Thống đốc Van Asbeck (1911–1916) từ chối yêu cầu của SVB về việc xây dựng một cơ sở trên một nghĩa địa nằm trên Gravenstraat đã bị đóng cửa trong 40 năm. Một địa điểm khác được xem xét vào năm 1915 là Molenpad, nơi các kế hoạch cho một đường đua xe đạp cũng đã được thảo luận.
Năm 1917, SVB cũ đã cố gắng giành được 20400m² đất trên Cultuurtuinlaan, nơi có sân vận động ngày nay. Đang tìm cách hoàn tất hợp đồng thuê 75 năm với Chính phủ, đề xuất này không thể được thực hiện vì hiệp hội cũ đã được xếp lại.
Vào ngày 25 tháng 7 năm 1919, Katholieke Sport Centrale (tiếng Việt: Trung tâm Thể thao Công giáo) được thành lập trên Patronaatterrein với hy vọng khắc phục vấn đề đã được tạo ra vào năm 1911. Trong thời kỳ này, một cuộc chiến khốc liệt giữa người Công giáo và người Tin lành đã nổ ra ở đất nước đặc biệt cảm thấy trong các sự kiện thể thao, đặc biệt là tại Katholieke Sport Centrale mới thành lập, nơi các vận động viên theo đạo Tin lành cảm thấy các câu lạc bộ và cầu thủ Công giáo được trao một lợi thế không công bằng.

### Cultuurtuinlaan
Năm 1921, ông Walther Hewitt bày tỏ sự quan tâm đến Cultuurtuinlaan. Ông đã truyền cảm hứng cho Tiến sĩ E. Snellen, giám đốc nông nghiệp ở Suriname, để xây dựng một đơn vị thể thao trên trang web. Ông Hewitt sau đó đã giám sát việc hoàn thành khu liên hợp thể thao đầu tiên trên Cultuurtuinlaan. Dự kiến chi phí ban đầu là ƒ10.000,00, trong khi chỉ ƒ9.600,00 được sử dụng để hoàn thành việc xây dựng.
Năm 1922, nó được bình chọn là Khu liên hợp thể thao được nhượng lại cho Ủy ban Thể thao Surinamese (SSC). Địa hình được đặt biệt danh là ‘Het huis van de neutralen (tiếng Việt: Ngôi nhà của những người trung lập), ngụ ý rằng nó không có bất kỳ sự kỳ thị giáo điều nào.
Vào ngày 29 tháng 7 năm 1923, địa hình thể thao 'Owru Cul' đã được khai trương bởi Thống đốc Heemstra trước 2.400 người. Lễ khai mạc diễn ra sau đó. Lúc 16:45, Thống đốc Heemstra đã diễn bài Wilhelmus do Jong Elto hát. Được dẫn đầu bởi một người lính quân đội, các thành viên của các câu lạc bộ thể thao khác nhau diễu hành, quay đầu sang trái để chào Thống đốc khi họ đi dọc theo tòa án.
Trong buổi lễ, 10 câu lạc bộ bóng đá, 3 câu lạc bộ korfball, năm câu lạc bộ thể thao và một vài câu lạc bộ cricket đã có mặt. Sau khi diễu hành quanh khu liên hợp, các thành viên trong nhóm đã thay thế vị trí của mình khi ông Simons, chủ tịch SCC và Thống đốc Heemstra có bài phát biểu và nâng ly chúc mừng. Sau đó, các câu lạc bộ thể thao đầu tiên đến lượt họ, với các câu lạc bộ thể thao Thesos, Tonido, UNI và Wilhelmina thay phiên nhau.
Vào Chủ nhật, ngày 5 tháng 8 năm 1923, các trận đấu bóng đá đầu tiên được tổ chức tại Cul. Dưới đây là kết quả của các trận đấu khai mạc:

#### Trận đấu khai mạc
| 5 tháng 8 năm 1923 | Transvaal | 2–0    | Juliana | Cultuurtuinlaan, Paramaribo |  |
| 12:45 SRT          |           | Report |         | Lượng khán giả: 2.400       |  |

| 5 tháng 8 năm 1923 | Voorwaarts | 1–1    | Excelsior | Cultuurtuinlaan, Paramaribo |  |
| 15:15 SRT          |            | Report |           | Lượng khán giả: 2.400       |  |

| 5 tháng 8 năm 1923 | Olympia | 5–0    | UDI | Cultuurtuinlaan, Paramaribo |  |
| 17:45 SRT          |         | Report |     | Lượng khán giả: 2.400       |  |

| 5 tháng 8 năm 1923 | Tonido | 1–0    | Vlaamse Leeuw | Cultuurtuinlaan, Paramaribo |  |
| 20:15 SRT          |        | Report |               | Lượng khán giả: 2.400       |  |

### Xây dựng
Vào tháng 6 năm 1952, John Zeegelaar, người đang là thủ môn cho Spes Patriae vào thời điểm đó, đã được phép xây dựng một sân vận động bóng đá ở Cul vì báo giá xây dựng thấp nhất là 175.000,00 Guilder. Việc xây dựng được hoàn thành vào tháng 8 năm 1953, với một tuần lễ thể thao quốc tế được tổ chức cho lễ khai mạc xoay quanh các môn điền kinh, đạp xe và bóng đá.

### Khánh thành
Lễ khánh thành Sân vận động Suriname bắt đầu vào thứ Bảy, ngày 29 tháng 8 năm 1953, một tuần lễ thể thao mà các vận động viên điền kinh, người đi xe đạp và cầu thủ bóng đá đều có màn trình diễn xuất sắc.
Kết quả các trận đấu bóng đá trong tuần lễ khánh thành như sau.

#### Trận đấu khai mạc
| 29 tháng 8 năm 1953 | Suriname                  | 3–3    | Aruba | Sân vận động Quốc gia, Paramaribo |  |
| 20:00 SRT           | Kamperveen · Nelom · Hoen | Report |       | Lượng khán giả: 6.000             |  |

| 1 tháng 9 năm 1953 | Suriname                            | 5–4    | Paysandu Sport Club | Sân vận động Quốc gia, Paramaribo |  |
| 18:00 SRT          | Kamperveen · Kruin · U A Sai · Hoen | Report |                     | Lượng khán giả: 6.000             |  |

| 1 tháng 9 năm 1953 | Suriname   | 3–3    | Aruba | Sân vận động Quốc gia, Paramaribo |  |
| 20:15 SRT          | Kamperveen | Report |       | Lượng khán giả: 6.000             |  |

### Xung đột năm 1953
Mối quan hệ giữa các hiệp hội quốc gia về điền kinh, đua xe đạp và bóng đá đã trở nên căng thẳng kể từ khi việc xây dựng sân vận động được hoàn thành vào tháng 8 năm 1953. Cơ quan quản lý bóng đá Hiệp hội bóng đá Suriname (SVB), cơ quan quản lý điền kinh Liên đoàn điền kinh Suriname (SAB) và cơ quan quản lý môn đua xe đạp Liên đoàn đua xe đạp Suriname (SWU) đã gặp khó khăn kể từ trước khi sân vận động được mở cửa. Sự chênh lệch về lịch trình đã khiến các hiệp hội cãi nhau kể từ ngày đầu tiên.
Khó khăn giữa các hiệp hội bắt đầu vào thứ Hai, ngày 24 tháng 8 năm 1953 khi Hiệp hội bóng đá Surinamese nhận thấy rằng không có thời gian để tập luyện trước các trận đấu khai mạc. Sau đó, SVB tuyên bố rằng các hiệp hội khác nên tránh xa cho đến sau trận đấu. Emanuels, chủ tịch của SWU đã tổ chức một cuộc họp với Emile De La Fuente, chủ tịch của SVB vào thời điểm đó, sau đó De La Fuente đã lên mặt báo và tuyên bố rằng hiệp hội đua xe đạp đã đồng ý rời khỏi sân vận động từ thứ Hai, ngày 24 tháng 8 trở đi. trong khoảng thời gian trước khi trò chơi khai mạc. Cơ quan quản lý bóng đá sau đó đã khóa cửa vào sân vận động. Emanuels giải thích rằng ông đã đồng ý rằng những người đi xe đạp có thể tập luyện bên ngoài sân vận động, nhưng điều quan trọng là các vận động viên và người đi xe đạp phải chuẩn bị như nhau trước sự kiện.
Tất cả những điều này tất nhiên chỉ làm phức tạp mối quan hệ giữa hai cơ quan chủ quản. Vì các cầu thủ của Đội tuyển bóng đá quốc gia được phép vào sân vận động mọi lúc, trong các sự kiện điền kinh hoặc đua xe đạp miễn phí, nhưng khi SAB và SWU yêu cầu miễn phí vé tham dự các sự kiện do SVB tổ chức, họ đã bị từ chối. Khi các liên đoàn điền kinh và đua xe đạp yêu cầu được phép cùng nhau tham dự một trận đấu miễn phí, De La Fuente đã rất thích thú và cho phép điều đó để đổi lại tất cả các cầu thủ bóng đá của anh ấy được phép tham dự một sự kiện đua xe đạp.
Vào thứ Năm, ngày 27 tháng 8 năm 1953, SAB và SWU đã nhận được thư từ SVB rằng các vận động viên của họ không thể tham dự số trận đấu mong muốn theo yêu cầu. Hôm đó các cơ quan quản lý điền kinh và đua xe đạp đã tổ chức một cuộc họp. Họ cùng nhau viết một phản hồi yêu cầu không chỉ tiếp cận sân vận động, mà còn giải quyết ba điểm bổ sung, đó là tất cả các vận động viên được quyền truy cập vào tất cả các trận khai mạc. Ngoài ra, các con số dự đoán về lượng người tham dự được dự đoán cho các sự kiện bị ảnh hưởng bởi sức chứa của sân vận động, điều này cần được đánh giá lại, điểm thứ ba nêu lên rằng một khoản lỗ tài chính được dự đoán cho ngày cuối cùng của tuần thể thao diễn ra cả ngày. sự kiện đạp xe, theo SVB.
Các vị khách được mời đến từ Aruba, Brasil, Guyana, Trinidad và Tobago cho lễ khai mạc đã không xảy ra xung đột. Cả A.R. Harding, quản lý của Hiệp hội Đạp xe Trinidad, và L.B. Allen quản lý của Hiệp hội thể thao Guyana, đã ghi lại rằng họ là khách của SVB và sẽ tránh xung đột nội bộ. Vào ngày 28 tháng 8 năm 1953, SAB và SWB đã được yêu cầu gạt sự khác biệt của họ sang một bên trước các môn thi đấu vì lợi ích của sự kiện bởi Bộ trưởng Bộ xã hội, ông de Groot.
Bức thư sau đây được gửi đến SVB vào chiều thứ sáu ngày 28 tháng 8.
"Geacht Bestuur, Hierbij delen wij U mede dat wij op verzoek van landsregering van Suriname bij monde van de landsminister van Sociale Zaken in het nationaal belang van Suriname zullen deelnemen aan de op maandag 31 augustus en dinsdag 1 september te houden wielren- en atletiekwedstrijden. Het resultaat van de op voorstel van de landsregering gehouden bespreking werd vastgelegd in het schrijven van de landsminister van Sociale Zaken d.d. 28 augustus 1953 en luidde: ‘Het is mij een genoegen U onze bespreking van hedenmorgen vast te leggen’, waarbij werd besloten dat van beide bonden hun eisen aan de SVB met betrekking tot vrije plaatsen voor de sportweek in het stadion zullen laten varen in landsbelang. Gaarne zeg ik U toe dat ik na afloop van de feestweek onderhandelingen met het bestuur van de SVB zal openen om tot een bevredigende regeling voor de toekomst te komen. Ik zeg U dank voor de sportieve houding door U ten deze aangenomen."— E. Ensberg, Bộ trưởng Bộ xã hội, 1953

Dịch là:
"-Các giám đốc đã xem xét,
Chúng tôi xin thông báo với bạn rằng chúng tôi sẽ tham gia theo yêu cầu của Chính phủ Suriname, thông qua Bộ trưởng Bộ Xã hội vì lợi ích quốc gia của Suriname để tổ chức các cuộc thi đua xe đạp và điền kinh vào Thứ Hai, ngày 31 tháng 8 và Thứ Ba ngày 1 tháng 9. Kết quả của cuộc thảo luận đã được ghi lại về một đề xuất từ chính phủ quốc gia bằng văn bản của Bộ trưởng Bộ Xã hội ngày 28 tháng 8 năm 1953, nói rằng: "Tôi rất vui được ghi lại cuộc thảo luận của chúng ta vào sáng nay ', nơi mà cả hai liên minh sẽ từ bỏ yêu cầu của họ đối với SVB về các địa điểm miễn phí cho tuần lễ thể thao tại sân vận động vì lợi ích quốc gia. Tôi xin nói với bạn rằng tôi sẽ khai mạc tuần lễ hội sau khi đàm phán với ban quản lý SVB để đạt được thỏa thuận thỏa đáng cho tương lai. Tôi nói cảm ơn vì quan điểm thể thao mà bạn đã áp dụng.— E. Ensberg, Bộ trưởng Bộ xã hội, 1953

Mặc dù tuần lễ thể thao khai mạc đã thành công, mối quan hệ giữa các hiệp hội vẫn căng thẳng khi có thêm những xung đột phát sinh vào năm 1956 và năm 1977. Người ta có thể rút ra kết luận rằng vấn đề được tạo ra vào năm 1911 đã được giải quyết thông qua việc xây dựng sân vận động, mặc dù các hiệp hội điền kinh và đua xe đạp đã nhiều lần bày tỏ mong muốn có được trụ sở của riêng mình.

### Khủng hoảng năng lượng năm 1987
Do cuộc khủng hoảng năng lượng ở Paramaribo năm 1987, Hiệp hội bóng đá Suriname quyết định hủy bỏ tất cả các sự kiện thể thao được lên kế hoạch sau khi màn đêm buông xuống, bắt đầu vào tháng 5 năm đó. Bất kỳ sự kiện nào đã được lên lịch lại sẽ được chuyển sang chiều Thứ Bảy hoặc Chủ Nhật.
Mặc dù không có xung đột giữa các cơ quan chủ quản trong thời gian này, nhưng phần lớn chương trình nghị sự của Liên đoàn điền kinh Suriname đã được dời lại vào năm đó.

### Sân vận động André Kamperveen
Vào ngày 29 tháng 8 năm 1988, Sân vận động Suriname chính thức được đổi tên thành Sân vận động André Kamperveen, để vinh danh André Kamperveen, một trong những vận động viên, giám đốc thể thao, nhà báo và nhà từ thiện nổi tiếng nhất đất nước, người đã bị giết hại dã man trong vụ giết người vào tháng 12. Kamperveen từng là quản lý của S.V. Transvaal ở Sân vận động Suriname từ năm 1958 đến năm 1964, và ông là chủ tịch đầu tiên của Liên đoàn bóng đá Caribe. Việc thay đổi tên cũng nhằm kỷ niệm 35 năm ngày khánh thành sân vận động.
Nằm bên ngoài sân vận động là một bức tượng đồng của André Kamperveen được dựng vào ngày 1 tháng 10 năm 2000 để kỷ niệm 80 năm thành lập Hiệp hội bóng đá Suriname.

## Sự kiện

### Giải vô địch bóng đá Caribe 1979
Sân vận động là nơi tổ chức giải đấu vòng chung kết Giải vô địch bóng đá Caribe 1979 và tổ chức các trận đấu sau:
| Ngày                 | Đội #1                      | Kết quả | Đội #2                      | Vòng                    |
| -------------------- | --------------------------- | ------- | --------------------------- | ----------------------- |
| 11 tháng 11 năm 1979 | Haiti                       | 1–0     | Trinidad và Tobago          | Giải đấu vòng chung kết |
| 12 tháng 11 năm 1979 | Suriname                    | 2–3     | Saint Vincent và Grenadines | Giải đấu vòng chung kết |
| 14 tháng 11 năm 1979 | Haiti                       | 2–1     | Saint Vincent và Grenadines | Giải đấu vòng chung kết |
| 15 tháng 11 năm 1979 | Suriname                    | 3–0     | Trinidad và Tobago          | Giải đấu vòng chung kết |
| 17 tháng 11 năm 1979 | Saint Vincent và Grenadines | 2–1     | Trinidad và Tobago          | Giải đấu vòng chung kết |
| 18 tháng 11 năm 1979 | Haiti                       | 1–0     | Suriname                    | Giải đấu vòng chung kết |

### Các trận đấu giao hữu bóng đá quốc tế
Danh sách này không đầy đủ, bạn cũng có thể giúp mở rộng danh sách.
| Ngày                 | Đội #1            | Kết quả | Đội #2               | Kiểu                        |
| -------------------- | ----------------- | ------- | -------------------- | --------------------------- |
| 29 tháng 8 năm 1953  | Suriname          | 3–3     | Aruba                | Giao hữu quốc tế            |
| 1 tháng 9 năm 1953   | Suriname          | 5–4     | Paysandu             | Giao hữu câu lạc bộ quốc tế |
| 1 tháng 9 năm 1953   | Suriname          | 3–3     | Aruba                | Giao hữu quốc tế            |
| 1 tháng 8 năm 1954   | Suriname          | 3–4     | Hà Lan               | Giao hữu quốc tế            |
| 19 tháng 12 năm 1955 | Suriname          | 5–2     | Trinidad và Tobago   | Giao hữu quốc tế            |
| 21 tháng 12 năm 1955 | Suriname          | 3–1     | Trinidad và Tobago   | Giao hữu quốc tế            |
| 23 tháng 12 năm 1955 | Suriname          | 3–0     | Trinidad và Tobago   | Giao hữu quốc tế            |
| 7 tháng 2 năm 1957   | Suriname          | 3–1     | Rapid Wien           | Giao hữu câu lạc bộ quốc tế |
| 8 tháng 2 năm 1957   | Suriname          | 3–3     | Rapid Wien           | Giao hữu câu lạc bộ quốc tế |
| 30 tháng 7 năm 1958  | Suriname          | 2–9     | Hà Lan               | Giao hữu quốc tế            |
| 3 tháng 1 năm 1959   | Suriname          | 1–6     | Malmö FF             | Giao hữu câu lạc bộ quốc tế |
| 20 tháng 9 năm 1959  | Suriname          | 1–0     | Martinique           | Giao hữu quốc tế            |
| 2 tháng 4 năm 1961   | Suriname          | 1–2     | Sport Recife         | Giao hữu câu lạc bộ quốc tế |
| 5 tháng 4 năm 1961   | Suriname          | 1–3     | Sport Recife         | Giao hữu câu lạc bộ quốc tế |
| 7 tháng 4 năm 1961   | Transvaal         | 0–6     | Sport Recife         | Giao hữu câu lạc bộ         |
| 4 tháng 4 năm 1963   | Suriname          | 4–3     | Trinidad và Tobago   | Giao hữu quốc tế            |
| 20 tháng 1 năm 1965  | Suriname          | 3–4     | Bangu                | Giao hữu câu lạc bộ quốc tế |
| 24 tháng 1 năm 1965  | Suriname          | 1–1     | Bangu                | Giao hữu câu lạc bộ quốc tế |
| 23 tháng 1 năm 1966  | Transvaal         | 1–1     | Náutico              | Giao hữu câu lạc bộ         |
| 11 tháng 2 năm 1967  | Suriname          | 4–1     | Tuna Luso            | Giao hữu câu lạc bộ quốc tế |
| 14 tháng 2 năm 1967  | Transvaal         | 1–3     | Tuna Luso            | Giao hữu câu lạc bộ         |
| 16 tháng 2 năm 1967  | Robinhood         | 0–2     | Tuna Luso            | Giao hữu câu lạc bộ         |
| 25 tháng 4 năm 1967  | Robinhood         | 3–3     | Paysandu             | Giao hữu câu lạc bộ         |
| 26 tháng 1 năm 1969  | Robinhood         | 1–3     | Flamengo             | Giao hữu câu lạc bộ         |
| 28 tháng 1 năm 1969  | Transvaal         | 3–2     | Flamengo             | Giao hữu câu lạc bộ         |
| 13 tháng 6 năm 1969  | Suriname          | 2–1     | Đan Mạch             | Giao hữu quốc tế            |
| 28 tháng 1 năm 1971  | Transvaal         | 1–4     | Santos               | Giao hữu câu lạc bộ1        |
| 30 tháng 1 năm 1977  | Transvaal         | 1–0     | Paysandu             | Giao hữu câu lạc bộ         |
| 1 tháng 2 năm 1977   | Robinhood         | 2–1     | Paysandu             | Giao hữu câu lạc bộ         |
| 27 tháng 5 năm 1980  | Transvaal         | 0–0     | Feyenoord            | Giao hữu câu lạc bộ         |
| 27 tháng 5 năm 1980  | Robinhood         | 0–5     | Feyenoord            | Giao hữu câu lạc bộ         |
| 10 tháng 1 năm 1982  | Transvaal         | 0–3     | Ajax                 | Giao hữu câu lạc bộ         |
| 4 tháng 5 năm 1984   | Robinhood         | 3–4     | Paysandu             | Giao hữu câu lạc bộ         |
| 14 tháng 6 năm 1984  | Suriname          | 6–2     | Ấn Độ                | Giao hữu quốc tế            |
| 16 tháng 6 năm 1984  | Suriname          | 4–1     | Ấn Độ                | Giao hữu quốc tế            |
| 28 tháng 4 năm 1990  | Suriname          | 5–0     | Guyana               | Giao hữu quốc tế            |
| 16 tháng 6 năm 1992  | Suriname          | 1–1     | Antigua và Barbuda   | Giao hữu quốc tế            |
| 22 tháng 2 năm 1999  | Suriname          | 2–1     | Guyana               | Giao hữu quốc tế            |
| 29 tháng 9 năm 2000  | Robinhood         | 2–1     | RBC                  | Giao hữu câu lạc bộ         |
| 10 tháng 1 năm 2004  | Suriname          | 1–1     | Antille thuộc Hà Lan | Giao hữu quốc tế            |
| 26 tháng 10 năm 2009 | Suriname          | 0–1     | Guyana               | Giao hữu quốc tế            |
| 31 tháng 10 năm 2009 | Suriname          | 1–1     | Antille thuộc Hà Lan | Giao hữu quốc tế            |
| 5 tháng 1 năm 2011   | Inter Moengotapoe | 1–1     | Paysandu             | Giao hữu câu lạc bộ         |
| 24 tháng 9 năm 2011  | Suriname          | 2–0     | Curaçao              | Giao hữu quốc tế            |
| 25 tháng 9 năm 2011  | Suriname          | 2–2     | Curaçao              | Giao hữu quốc tế            |
| 9 tháng 10 năm 2012  | Suriname          | 2–1     | Takdier Boys         | Giao hữu câu lạc bộ quốc tế |
| 26 tháng 12 năm 2014 | Suriname          | 1–1     | W Connection         | Giao hữu câu lạc bộ quốc tế |
| 31 tháng 1 năm 2015  | Suriname          | 1–0     | Guyana               | Giao hữu quốc tế            |
| 25 tháng 6 năm 2015  | Transvaal         | 3–2     | TAC '90              | Giao hữu câu lạc bộ         |

1. Trận đấu thứ 1000 trong sự nghiệp của Pelé vào ngày 28 tháng 1 năm 1971 tại Sân vận động Quốc gia với trận đấu giữa Santos và Transvaal.

### De Surinaamse Klassieker
Sân vận động André Kamperveen là sân vận động của 'de Surinaamse Klassieker', trận đấu bóng đá kình địch chính của Suriname. Đó là giữa Transvaal và Robinhood và rất gay cấn. Cả hai đội đều đến từ Paramaribo và tổ chức các trận sân nhà của họ tại Sân vận động André Kamperveen.
Lần gặp đầu tiên giữa hai câu lạc bộ là vào ngày 6 tháng 8 năm 1950 khi Transvaal giành chiến thắng 3–2 trước Robinhood. Vừa được thăng hạng lên giải đấu hàng đầu, Robinhood đã kết thúc với vị trí á quân của Transvaal năm đó.

#### Trận đấu đầu tiên
| 6 tháng 8 năm 1950 | Transvaal | 3–2    | Robinhood | Cultuurtuinlaan, Paramaribo |
|                    |           | Report |           |                             |

Robinhood đã về nhì tại Transvaal trong ba mùa giải liên tiếp trên sân Owru Cul trước khi sân vận động được hoàn thành, sau đó cả hai đội đều trở thành người thuê. Robinhood sau đó đã vô địch mùa giải đầu tiên sau khi hoàn thành Sân vận động Quốc gia.
Tổng cộng 55 danh hiệu quốc gia đã giành được giữa cả hai câu lạc bộ, trong đó Transvaal giữ 19 danh hiệu và Robinhood 23 danh hiệu. Trận đấu đã giành được giải thưởng 'Trận đấu của năm' do Ủy ban Olympic Suriname (SOC) phát hành hàng năm.
Năm 2014, Robinhood chuyển đến Sân vận động Dr. Ir. Franklin Essed, sau lần đầu tiên đội xuống hạng ở Eerste Klasse, do đó kết thúc nhiệm kỳ 51 năm tại Sân vận động André Kamperveen. Trong khi cả hai đội hiện thuê các sân vận động riêng biệt, cuộc đối đầu giữa hai bên vẫn là trận đấu căng thẳng nhất trong cả nước.

## Buổi hòa nhạc
Sân vận động André Kamperveen là nơi tổ chức các buổi hòa nhạc và biểu diễn trong nước, với sức chứa tối đa là 40.000 người.
Danh sách này không đầy đủ, bạn cũng có thể giúp mở rộng danh sách.
| Ngày                 | Ban nhạc                      | Tên chuyến lưu diễn                                    | Khán giả |
| -------------------- | ----------------------------- | ------------------------------------------------------ | -------- |
| 11 tháng 1 năm 2010  | Beenie Man và Morgan Heritage | Digicel 2nd Anniversary Concert                        | 40.000   |
| 1 tháng 12 năm 2012  | Tarrus Riley và Chris Martin  | Digicel 5th Anniversary Concert                        | 40.000   |
| 6 tháng 4 năm 2013   | Rick Ross                     | Romeo Bravo presents Rick Ross Live In Concert         | 38.000   |
| 26 tháng 9 năm 2013  | Dwayne Heath                  |                                                        | -        |
| 5 tháng 4 năm 2014   | Tarrus Riley và Konshens      | Free concert to celebrate Digicel 4G launch            | -        |
| 20 tháng 12 năm 2014 | Richie Spice và Beenie Man    | Digicel’s Better Together 7th Anniversary concert 2014 | -        |
| 28 tháng 12 năm 2014 | Kassav'                       |                                                        | -        |
| 21 tháng 3 năm 2020  | Burna Boy                     |                                                        |          |

## Kế hoạch tương lai

### Dự án Owru Cul
Vào năm 2014, có thông báo rằng Hiệp hội bóng đá Suriname và FIFA đang đầu tư vào một khu liên hợp thể thao mới trên vị trí của sân chơi Owru Cul bên kia đường từ Sân vận động André Kamperveen. Mục tiêu là để cải thiện các cơ sở đào tạo cho đội thuê sân vận động và để giúp cải thiện chất lượng tổng thể của các sân bóng đá ở Suriname. Owru Cul là biệt danh của địa hình thể thao trước đây trên Cultuurtuinlaan trước khi xây dựng sân vận động. 'Owru' có nghĩa là cũ trong tiếng Sranan Tongo và Cul là tên viết tắt của Cultuurtuinlaan.

### Mở rộng sân vận động
Vào năm 2015, Hiệp hội bóng đá Suriname đã báo cáo rằng họ sẽ cải tạo sân vận động với ngân sách từ 22 đến 25 triệu đô la, sẽ mở rộng sức chứa lên hơn 10.000 chỗ ngồi.